# 溫德爾·威爾基
溫德爾·路易斯·威爾基（Wendell Lewis Willkie 發音：/ˈwɪlki/；本名路易斯·溫德爾·威爾基（Lewis Wendell Willkie），1892年2月18日—1944年10月8日），美國政治人物、律師、共和黨人。

## 生平
1892出生在生于美国印第安纳州青年时期当过律师，1933年任联邦控股的联邦与南方电力公司总经理，意識形態上反對殖民主义。曾代表共和黨在1940年美國總統選舉，與代表民主黨擔任兩屆任期的富蘭克林·德拉諾·羅斯福競選美國總統，但最後挑戰失敗，羅斯褔第三次當選總統；但羅斯福对他的好感不减，多次在公开场合称赞他是美国的优秀政治家并要予以重用。
败选总统之后，以罗斯福总统的私人代表身份访问世界各国。1941年和羅斯福總統夫人埃莉诺·罗斯福共同創建非政府組織自由之家（Freedom House）。1942年9月底至10月初，威尔基访问中国，在中国各地掀起欢迎高潮，也大大拓展了其任名誉主席的援华联合会的社会美誉，10月2日由成都到达重庆。10月3日上午9时起，在美国大使高思陪同下，威尔基偕其随员迈可·考尔斯（当时翻译为高而思）、白纳斯、鲍培，陆续拜会中国外交部副部长傅秉常、行政院副院长孔祥熙，军委会总参谋长何应钦。10时40分至11时15分蒋介石、宋美龄夫妇接见。当晚8时，蒋介石及宋美龄在国民政府军事委员会礼堂设宴欢迎威尔基，参加者有威尔基随员考尔斯、白纳斯、梅森少校、皮耳少校、美国大使高思、史迪威将军、陈纳德司令、苏联大使潘友新、英国大使薛穆及澳、荷、捷克等国外交使节与夫人，中国方面参加者有宋庆龄、孔祥熙夫妇、孙科夫妇、居正、于右任、王宠惠、吴铁城、冯玉祥、何应钦等人。10月4日下午16时，宋美龄以美国联合援华委员会名誉会长名义在外交部举行茶会，欢迎美国总统代表、援华联合会名誉主席威尔基，宋庆龄、孔祥熙、孙科、史迪威及威尔基随员考尔斯、白纳斯、皮耳海军少校、梅森陆军少校及中外记者百余人出席，威尔基参观儿童保育院及抗属工厂作品展览。7日下午离开重庆飞赴西安。10月9日离华。10月14日回到美国。 
1942年曾訪問中國、中东、北非等地，返国后著有《天下一家》（One World）一书，提倡国际合作。1944年因心臟病病逝。